# LEGO マーベル スーパー・ヒーローズ 2 ザ・ゲーム
『LEGO マーベル スーパー・ヒーローズ 2 ザ・ゲーム』（Lego Marvel Super Heroes 2 ）は、2017年に発売されたアクションアドベンチャーゲームで、TT Gamesが開発し、ワーナー・ブラザースよりPlayStation 4、Nintendo Switch、Xbox One、Windows用ソフトとして発売された。OS X版のみFeral Interactiveからの発売となっている。日本ではこのうち、PlayStation 4、Nintendo Switchで2018年1月22日に発売された。

## 概要
『レゴシティ アンダーカバー』（以下前々作）のように大部分がレゴブロックで作られたオープンワールドの世界を舞台に、マーベルのスーパーヒーローたちを操作し、地球征服を狙うドクター・ドゥームやロキらを始めとするヴィランたちの野望を阻止する。舞台となるのはアメリカのニューヨークシティ・マンハッタンで、前々作のように各地に散らばるコンプリートアイテムを集める事ができる（ただし前々作と違いレゴブロックアイテムは無く、これは従来のレゴゲームシリーズと共通している）。Wii U版は前々作同様、マップがゲームパッドに常時表示される仕様となっている。マップの広さは前々作と比べて狭く、背景には映っているがストーリーをクリアしても開放されない橋が存在する（永久に終わらない工事作業で封鎖中という設定）。収集要素の一つであるゴールドブロックの数は前作『LEGO ムービー ザ・ゲーム』から大幅に増え、250個となった。

### ヒーロー
アイアンマン
キャプテン・アメリカ（声：丸山壮史）
ハルク
スパイダーマン（声：猪野学）
ソー（声：藤真秀）
ドクター・ストレンジ（声：三上哲）
ホークアイ
ブラック・ウィドウ
ニック・フューリー（声：手塚秀彰）
デアデビル（声：小山力也）
ゴーストライダー（声：大塚明夫）

### ヴィラン
ロキ（声：江藤博樹）
アボミネーション（声：麦人）
サンドマン
ドクター・オクトパス
グリーン・ゴブリン
ヴェノム
マンダリン
レッドキング（声：青山穣）
レッド・スカル（声：小山力也）
M.O.D.O.K.（モードック）

### その他
スタン・リー